# Astrid Cleve
Astrid Maria Cleve, under en period von Euler, född 22 januari 1875 i Uppsala, död 8 april 1968 i Uppsala, var en svensk kemist, geolog och botaniker. Hon var den första kvinnan i Sverige att doktorera i naturvetenskap. Hon tillades professors namn 1955.

## Bakgrund

### Tidiga år
Astrid Cleve var dotter till professor Per Teodor Cleve och författaren Alma Cleve, ogift Öhbom. Efter mogenhetsexamen 1891 avlade hon 1894 filosofie kandidatexamen vid Uppsala universitet och filosofie licentiatexamen 1898.

### Utbildning
Cleve disputerade samma år, 27 maj 1898, för filosofie doktorsgrad vid Uppsala universitet, som den första kvinnan i Sverige inom en naturvetenskaplig disciplin. Titeln på avhandlingen var Studier öfver några svenska växters groningstid och förstärkningsstadium.
Astrid Cleve verkade sedan i tur och ordning som amanuens vid Stockholms högskola, lärare vid flera flickskolor i Stockholm, och som föreståndare vid Uddeholmsverkens laboratorium i Skoghall. I början av 1920-talet kom hon tillbaka till Uppsala, där hon var en erkänd expert på identifiering av kiselalger. På 1950-talet publicerade hon sitt stora verk Die Diatomeen von Schweden und Finnland i fem band. Hon tilldelades 1955 professors namn.

## Karriär

### Geologi
Astrid Cleve hade även ett mycket starkt intresse för kvartärgeologi, särskilt när det gäller tidsförloppet för isens tillbakadragande. Isavsmältningen hade inte pågått kontinuerligt, utan ryckigt. Flera kvartärgeologer, bland andra Gerard De Geer, menade att detta berodde på klimatförändringar, men Astrid Cleve avfärdade det som osannolikt. Hon lanserade 1923 en egen teori för landhöjningsmekanismen, den så kallade gungningsteorin. Enligt denna skulle landhöjningen ses som en pendelrörelse. Efter isavsmältningen uppstod oscillationer där landet omväxlande höjts och sänkts. Svängningstiden för varje gungning fastställdes till 2080 år.
Hon fick skarp kritik för sin teori från andra ledande geologer, bland andra Lennart von Post, Ragnar Sandegren och Gunnar Beskow. Motsättningarna ledde till att hon efter 1928 fick svårt att publicera sina rön i kvartärgeologiska tidskrifter. Astrid Cleve gav inte upp utan fortsatte att publicera nya argument för sin sak genom att själv bekosta utgivningen av sina rapporter, till exempel på Bergslagspostens tryckeri. Hon avvek inte en tum från sin gungningsteori förrän 1961, då hon 86 år gammal gjorde en mindre revision om hur själva pendelrörelsen gått till.
Numera anses hennes gungningsteori vara motbevisad, men hennes verk om kiselalger är ett bestående bidrag till biologin.

### Nationalsocialism
Astrid Cleve benämnde sig själv nationalsocialist och beskrev Adolf Hitler i hyllande ordalag även efter andra världskriget. Under en period var hon även skribent och aktieägare i tidningen Dagsposten.

## Familj
Åren 1902–1912 var Astrid Cleve gift med nobelpristagaren Hans von Euler-Chelpin, med vilken hon fick fem barn, däribland nobelpristagaren Ulf von Euler, häradshövdingen Georg von Euler samt översättaren och författaren Karin Stolpe (1907–2003) som var gift med författaren Sven Stolpe. Astrid Cleve är begravd på Uppsala gamla kyrkogård.